# Хвасун
Хвасу́н (кор. 화순군?, 和順郡?, Hwasun-gun) — уезд в провинции Чолла-Намдо, Южная Корея.